# トマス・ヒューズ
トマス・ヒューズ（Thomas Hughes, QC、1822年10月20日 - 1896年3月22日）は、19世紀英国の弁護士、裁判官、政治家、作家である。自身が通っていたラグビースクールを舞台にした半自伝的作品である小説『トム・ブラウンの学校生活』（1857年）でよく知られている。知名度は及ばないが、続編『オックスフォードのトム・ブラウン』（1861年）もある。ヒューズは、彼の価値観を反映して、特に国会議員として、イギリスの協同組合運動、および米国テネシー州の入植地に大きな関心を寄せていた。バッカス・ビアター（Vacuus Viator）という偽名も持つ。

## 幼少期
ヒューズは、『ボスコベル・トラクト』（1830年）の編集者であるジョン・ヒューズの次男として、バークシャー（現在のオックスフォードシャー）のアフィントンで生まれた。彼には6人の兄弟と1人の妹がいた。妹のジェーン・シニアは、イギリスの女性公務員の第一号である。8歳のとき、彼はウィンチェスター近くの予備公立学校であるトワイフォード・スクールに送られ、そこで11歳まで在籍した。1834年2月、彼はラグビースクールに通った。ラグビースクールは、オックスフォードのオリオル・カレッジで父親の同窓生だった有名なトーマス・アーノルドが校長を務めていた。
ヒューズは学業よりもスポーツに優れており、彼の学校でのキャリアはローズ・クリケットグラウンドでのクリケットの試合で最高潮に達した。 1842年に彼はオリオル・カレッジに進学し、1845年、学士を取得して卒業した。彼はオックスフォード大学でもクリケットをプレーし、毎年のケンブリッジ大学との対抗戦でも、ローズ・グラウンドで、今日でもなお第一級のものとされている試合にも出場している。

## 法律家としてのキャリア
ヒューズは1848年に弁護士の資格を取得し、1869年に勅選弁護士になり、1870年に法曹院評議員になった。1882年7月にチェスター地区の郡裁判所の判事に任命された。

## 社会的な関心
積極的な社会改革者であったヒューズは、1848年からフレデリック・モーリスの主導するキリスト教社会主義の団体の同志になった。彼は、モーリスや小説家のチャールズ・キングスレーとともに、グレートオーモンド・ストリートの労働者大学の設立に関わった。さらに、1872年から1883年まではこの大学の学長も務めた。ヒューズは1850年に庶民院の貯蓄委員会に証拠を提出し、キリスト教社会主義イニシアチブに参加した。この活動は、まもなく1852年の工業とプロヴィ社会パートナーシップ法、およびの産業・プロヴィ社会の出現につながった。この法律は、ヒューズが同盟関係を結んでいたロバート・アグリオンビー・スラニーの仕事である。ヒューズはいくつかの初期の労働組合の結成にも関与し、リベラルな出版物の印刷の資金調達を支援した。1869年には、協同組合議会の初代会長を務め、協同組合中央委員会の委員も務めた。彼は、1866年にウィリアム・ロメイン・カレンダーと協同組合の工場に投資している。

## 政治活動

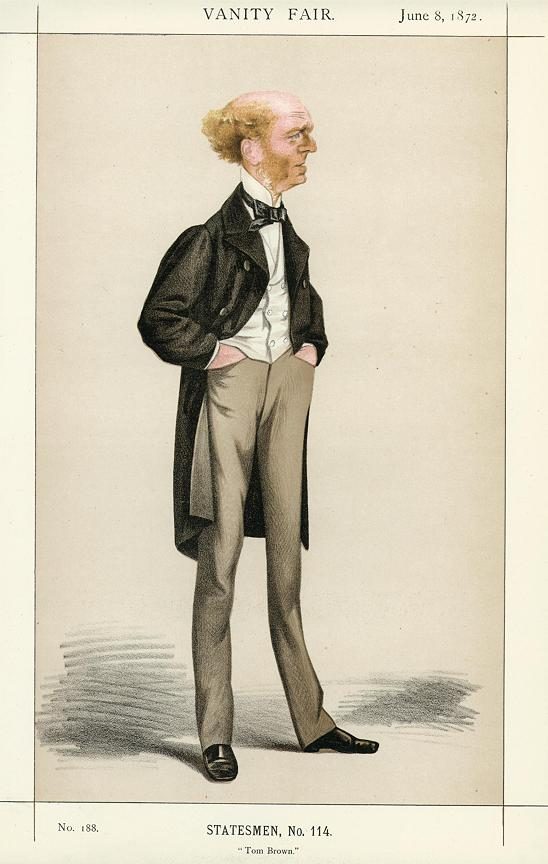
1872年にバニティ・フェアに掲載されたアドリアーノ・チェシオニによる戯画

ヒューズは、ランベス地区（1865 - 1868年）とフルーム地区（1868 - 1874年）で自由党から議会に選出されている。彼は1874年にメリルボーン地区の候補者として1874年に立候補したが、オクタヴィア・ヒルの支援にもかかわらず、選挙の直前に撤退している。彼の政治的キャリアの終わった背景には、彼の1870年の初等教育法の支持によるフルームでの不人気があった。国会議員としてヒューズは労働組合法に取り組んだが、大きな変更を通過させる立場にはなかった。彼は協同組合の法的地位を改善することで大きな成功を収め、協同組合は、特に有限会社として運営できるようになった。労働組合の運営に対する法的障害の問題は話題になり、1867年にヒューズはこの問題を検討するために設立された王立委員会のメンバーに加わった。当初、彼は委員会で組合の見解に共鳴する唯一の人物であった。幾度かロビー活動を重ねた後、彼はフレデリック・ハリソンの協力を得て、組合代表に譲歩がなされ、彼らが議事に参加できるようにした その後、ヒューズはハリソンやロバート・アップルガースと協力して、雇用主からの証言の一部の影響を軽減した。この委員会の結果、ハリソン、ヒューズ、およびリッチフィールド卿は少数派の報告書（1869年）を作成し、すべての法的規制を撤廃することを推奨した。その後、ヒューズの議員時代の終わり近く、この問題は第2委員会で再度蒸し返された。その時点で、アレクサンダーマ・クドナルドは、ヒューズの以前の見解を引き合いに出して、少数派の意見書として出してきた。しかし、ヒューズは今回は多数派の意見に組みした。それは1867年の主従法の改正を提唱するものであったが、1871年の刑法修正法と陰謀法への実質的な変更はほとんどされなかった。

## 晩年
1878年から9年にかけて、ヒューズは協同組合会議のためにヴァンシッター・ニールと共に協同組合のためのマニュアル（1881年）を書き始めた。その副産物として、彼は、ロバート・オウエンのニュー・ラナークのようなモデル村に関心を持つようになった。1880年、彼はフランクリン・W・スミスの高原都市 (Plateau City) の所有権を取得し、アメリカのテネシー州にラグビーと名付けた新しい村を建設した。これは、イギリスの紳士の若い子弟たちのユートピア生活の実験として設計されたものである。それは、ウェストバージニア州で、別のイギリス人チャールズ・レンプリエールによって計画されたものの、失敗に終わったバックソーン開拓地（1872年から1879年頃まで存在）の直後のもので、この入植地自体が ヒューズの提案だったのではないかと推定されている。ラグビーもそれ自体は成功しなかったが、それでも今も存在し、入植当時のコミュニティのデザインとレイアウトを再現させ、人気の観光名所となり、米国国家歴史登録財にも登録されている。
ヒューズはまた、反アヘン運動の著名な人物であり、アヘン貿易抑制協会の会員であった。1880年代の終わりに、ヒューズは、ミッチェルが協会に支持した垂直統合をめぐって、協同組合卸売協会のジョン・トーマス・ホワイトヘッド・ミッチェルと衝突した。
ヒューズは1896年に73歳でブライトンで心不全で亡くなり、そこで埋葬された。

## 作品
ヒューズはウィンブルドンに住んでいる間、有名な小説『トムブラウンの学校生活』を執筆した。これは、1857年4月に刊行された。彼は、大雑把な言い方だが、クリミア戦争当時のフィクションを中心とした「筋肉派」の小説家たちと関係がある。たとえば、ジョージ・アルフレッド・ローレンスやチャールズ・キングズリー)などである。ヒューズはラグビースクールでは、シックスス・フォーム（5年間の中等教育のあとの大学進学準備のための更なる2年間のコース）には在籍しなかったが、トーマス・アーノルド校長に対する彼の印象は敬虔そのものだった。ヒューズはまた、『白馬の浄祭』（1859年）、『オックスフォードのトム・ブラウン』（1861年）、『レリギオー・ライキ』（1868年）、『アルフレッド大王の生涯』（1869年）、『兄の回想録』を書いた。彼の兄、ジョージ・ヒューズは、トム・ブラウンのキャラクターのモデルであった。

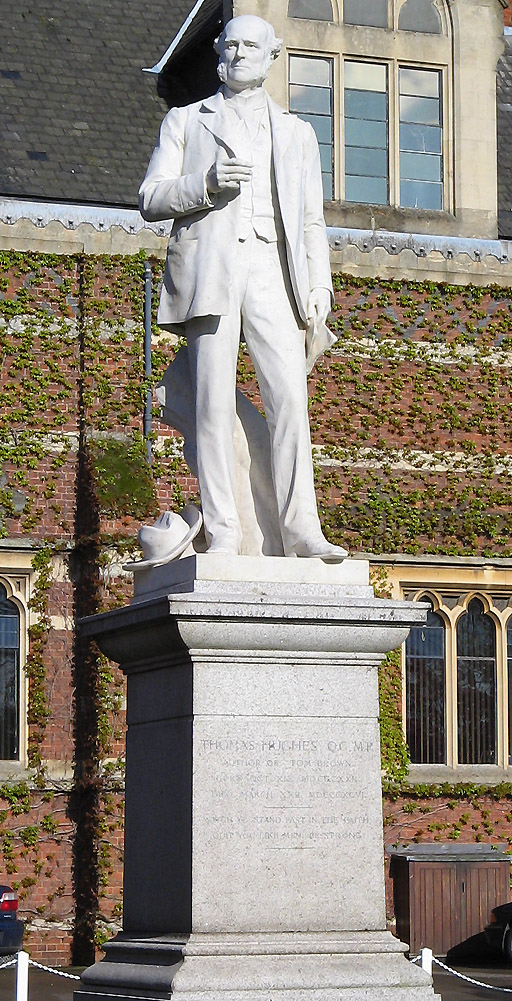
ラグビー・スクールにあるトマス・ヒューズ像

## 家族
1847年、ヒューズは牧師ジェームズ・フォードの娘であり、リチャード・フォードの姪であるフランシス・フォードと結婚し、1853年にウィンブルドンに居を構えた 。そこにある彼らの家は、キリスト教社会主義協同組合であるノースロンドン・ワーキングビルダーズ・アソシエーションによって建てられた。そして、J・M・F・ラドローと彼の家族と共有された。 
ラドローはすでに法廷弁護士の部屋をヒューズと共有しており、その取り決めは4年間続いた。結婚には5人の息子（モーリス、ジェームス、ジョージ、ジョン、アーサー）と4人の娘（リリアン、エヴィ、キャロライン、メアリー）がいた。リリアン・ヒューズは1912年にタイタニック号沈没事故で亡くなった。末っ子のメアリー・ヒューズは有名な救貧法の保護者であり、地元の救貧法診療所と児童養護施設へのボランティア活動家であった。

## 遺産
ヒューズ奨学金は、オックスフォードのオリエルカレッジで設立されたものである。これは、一部の協同組合組織の会員または会員の息子にのみ開かれた非公開の就学金であった。最初の奨学生は1884年にオリエルに選出された。これは、後にヴァンシッタート・ニールを称える賞と一体化された。
ヒューズの像がラグビー・スクールの図書館の外に立っている。彫刻家はトーマス・ブロックで、像は1899年に披露された。

## 著作

### フィクション
- 『トム・ブラウンの学校生活』（1857年）
- 『白馬の浄祭』（1859年）
- 『オックスフォードのトム・ブラウン』（1861年）

### ノンフィクション
- Religio Laici (1861)
- A Layman's Faith (1868)
- Alfred the Great (1870). In the Sunday Library for Household Reading, this was a largely political work, and was history verging on fiction.[28]
- Memoir of a Brother (1873)
- The Old Church; What Shall We Do With It? (1878)
- The Manliness of Christ (1879)
- True Manliness (1880)
- Rugby Tennessee (1881)
- Memoir of Daniel Macmillan (1882)
- G.T.T. Gone to Texas (1884)
- Notes for Boys (1885)
- Life and Times of Peter Cooper (1886)
- James Fraser Second Bishop of Manchester (1887)
- David Livingstone (1889)
- Vacation Rambles (1895)
- Early Memories for the Children (1899)

## 参考資料
1. ↑  Joseph F. Clarke (1977). Pseudonyms. BCA. p. 164
2. ↑  “Scorecard: Marylebone Cricket Club v Rugby School”.   cricketarchive.com (1840年6月18日). 2013年3月11日閲覧。
3. ↑  “Scorecard: Oxford University v Cambridge University”.   cricketarchive.com (1842年6月9日). 2013年3月11日閲覧。
4. 1 2 3 4 5 6  Lee, Sidney, ed. (1901). "Hughes, Thomas (1822-1896)" . Dictionary of National Biography (1st supplement) (英語). Vol. 3. London: Smith, Elder & Co.
5. ↑  J. F. C. Harrison ,A History of the Working Men's College (1854–1954), Routledge Kegan Paul, 1954
6. ↑  Arnold Bonner (1970). British Co-operation. Cooperative Union. p. 66
7. ↑  Matthew, H. C. G. "Slaney, Robert Aglionby". Oxford Dictionary of National Biography (英語) (online ed.). Oxford University Press. doi:10.1093/ref:odnb/25713。 (要購読、またはイギリス公立図書館への会員加入。)
8. 1 2  Mitchell, Charlotte. "Hughes, Thomas". Oxford Dictionary of National Biography (英語) (online ed.). Oxford University Press. doi:10.1093/ref:odnb/14091。 (要購読、またはイギリス公立図書館への会員加入。)
9. ↑   Congress Presidents 1869–2002, (February 2002),  オリジナルの28 May 2008時点におけるアーカイブ。 2007年10月18日閲覧。
10. ↑  Howe, A. C. "Callender, William Romaine". Oxford Dictionary of National Biography (英語) (online ed.). Oxford University Press. doi:10.1093/ref:odnb/39657。 (要購読、またはイギリス公立図書館への会員加入。)
11. ↑  Octavia Hill (23 December 2010). Life of Octavia Hill: As Told in Her Letters. Cambridge University Press. p. 262. ISBN 978-1-108-02457-0
12. ↑  Paul Smith (1967). Disraelian Conservatism and Social Reform. Routledge & Kegan Paul. p. 178 note 3
13. 1 2  Paul Smith (1967). Disraelian Conservatism and Social Reform. Routledge & Kegan Paul. p. 46
14. ↑  Saville, John. "Applegarth". Oxford Dictionary of National Biography (英語) (online ed.). Oxford University Press. doi:10.1093/ref:odnb/37120。 (要購読、またはイギリス公立図書館への会員加入。)
15. ↑  Paul Smith (1967). Disraelian Conservatism and Social Reform. Routledge & Kegan Paul. p. 215
16. ↑  Edward R. Norman (3 October 2002). The Victorian Christian Socialists. Cambridge University Press. p. 91. ISBN 978-0-521-53051-4
17. ↑  Lee, Sidney, ed. (1912). "Lempriere, Charles" . Dictionary of National Biography (2nd supplement) (英語). Vol. 2. London: Smith, Elder & Co.
18. ↑  Kathleen L. Lodwick (1996). Crusaders Against Opium: Protestant Missionaries in China, 1874-1917. University Press of Kentucky. pp. 55–66. ISBN 978-0-8131-1924-3 2012年5月23日閲覧。
19. ↑  Arnold Bonner (1970). British Co-operation. Cooperative Union. pp. 134–5
20. ↑  John Sutherland (1990). The Stanford Companion to Victorian Fiction. Stanford University Press. p. 453. ISBN 978-0-8047-1842-4
21. ↑  Norman Vance (1985). The Sinews of the Spirit: The Ideal of Christian Manliness in Victorian Literature and Religious Thought. Cambridge University Press. pp. 138–9. ISBN 978-0-521-30387-3
22. ↑  Oldfield, Sybil. "Hughes, Mary". Oxford Dictionary of National Biography (英語) (online ed.). Oxford University Press. doi:10.1093/ref:odnb/38525。 (要購読、またはイギリス公立図書館への会員加入。)
23. ↑  “gb1499-thl - Thomas and Mary Hughes Letters - Archives Hub”. 2014年6月14日閲覧。
24. ↑  Oxford University Handbook (1912), p. 31; archive.org.
25. ↑  Charles Lancelot Shadwell, Registrum Orielense, an account of the members of Oriel College, Oxford vol. 2, (1893), pp. x–xi; archive.org.
26. ↑  Arnold Bonner (1970). British Co-operation. Cooperative Union. p. 499
27. ↑  Public sculpture of Warwickshire, Coventry and Solihull by George Thomas Noszlopy, page 28–29
28. ↑  Donald Scragg; Carole Weinberg; Simon Keynes; Andy Orchard (2 November 2006). Literary Appropriations of the Anglo-Saxons from the Thirteenth to the Twentieth Century. Cambridge University Press. pp. 16–7. ISBN 978-0-521-03117-2

- この記事は、元々はパブリックドメインとなっている1911年のブリタニカ百科事典の記事によるものである。ただし、その後大幅な改定が行われている。
- 作家ジョン・ベッドフォード・レノ(英語版)の自伝(リーブス＆ターナー、ロンドン、1892年）による余波。

## 読書案内
- Briggs, Asa. "Thomas Hughes and the Public Schools": in Briggs, Victorian People (1955) pp. 140–167. online
- Kidd, Bruce (2006). “Muscular Christianity and Value-centred Sport: the Legacy of Tom Brown in Canada”. International Journal of the History of Sport 23 (5):  701–713. doi:10.1080/09523360600673096.